# 和田晴吾
和田 晴吾（わだ せいご、1948年- ）は、日本の考古学者。立命館大学名誉教授・特任教授。兵庫県立考古学博物館名誉館長。
研究領域は弥生時代・古墳時代の考古学的研究で、特に古墳研究。

## 経歴
奈良県生まれ。1972年京都大学文学部卒業。小林行雄に師事。1977年同大学院文学研究科考古学博士後期課程中退。京都大学助手、富山大学人文学部助教授、1985年立命館大学文学部教授。2014年名誉教授・特任教授。2024年、地域文化功労者。
主として、水稲農耕社会の生成期から古代律令国家形成期にいたる歴史過程を、とくに古墳を中心とした葬制の面から研究している。1987年（昭和62年）の「古墳時代の時期区分をめぐって」は、古墳の編年研究において大きな影響をあたえた。
古墳時代を前期、中期、後期、終末期と区分して論じられているのは、和田の編年研究に端を発している。

## 著書
- 『古墳時代の葬制と他界観』吉川弘文館 2014
- 『古墳時代の生産と流通』吉川弘文館、2015
- 『古墳時代の王権と集団関係』吉川弘文館、2018
- 『古墳と埴輪』岩波新書 2024

共編
- 『講座日本の考古学 7-8 古墳時代 上下』広瀬和雄共編、青木書店 2011-2012

## 論文
- Cinii